# Dafnis i Cloe
Amors pastorals de Dafnis i Cloe, o simplement Dafnis i Cloe (en grec Δάφνις καὶ Χλόη, Daphnis kai Chloē), és l'única obra del novel·lista grec Longus (segle II), escrita a finals del segle ii. És una de les cinc novel·les gregues d'entre el segle I aC al V dC conservades senceres i a més amb proemi.

## Argument
La narració està basada en la història que relata una pintura que l'autor coneixia i conta la història de l'amor entre dos personatges de Lesbos: Dafnis i Cloe.

### Llibre I
Als afores de la ciutat de Mitilene, una cabra del cabrer Lamó cuida un xiquet abandonat junt a uns objectes de distinció social. Lamó el descobreix i decideix criar el nen i anomenar-lo Dafnis. Dos anys després Drias, un pastor d'ovelles, troba una de les seues ovelles criant una nena amb objectes de distinció social a una cova amb estàtues dedicades a unes nimfes, i decideix criar-la i anomenar-la Cloe.
Quan Dafnis i Cloe arriben a l'edat de 15 i 13 anys respectivament, els seus pares adoptius somniem el mateix somni: Dafnis i Cloe són portats a un xiquet alat amb un arc i fletxes per les nimfes de la cova que ordena que Dafnis cuide les cabres i Cloe les ovelles. Ambdós cuiden dels seus ramats assignats des del mateix lloc.
En el curs del temps va apareixent una passió amorosa entre els protagonistes: Cloe s'enamora a partir de veure'l embellit en banyar-se a un corrent d'aigua. Dorcó, un admirador de Cloe, repta a Dafnis en un duel dialogat sobre qui dels dos és més bell. Cloe decideix que el guanyador és Dafnis i li dona un bes com a premi.
Al principi de la tardor, uns pirates tirrens s'enduen Dafnis junt als bous de Dorcó. Cloe demana ajuda a Dorcó per a rescatar a Dafnis: abans de morir, Dorcó, li dona el seu instrument de vent que produeix un so al qual reaccionen els seus bous. Cloe toca l'instrument i els bous boten a la mar, naden i arriben a terra. El bot unilateral fa trontollar el vaixell, tirant als pirates portadors d'armadures pesades que els ofeguen i tirant Dafnis, que neda i se salva.

### Llibre II
Durant la tardor Filetas s'arrima a Dafnis i Cloe i els explica que deuen dedicar-se als serveis d'Eros. Els protagonistes no saben qui és Eros i Filetas els explica què provoca Eros i com es cura.
Executen els remeis amb poc de progrés. Una de les causes d'aquesta execució pobra és l'arribada en vaixell d'uns urbanites de Metimna que venien a caçar. Amarren el vaixell amb una corda que fou rosegada per una de les cabres cuidada per Dafnis i se n'anà al mar. Els urbanites pensen que Dafnis és el culpable i el redueixen. Durant el càstig altres pastors el veuen i el rescaten. Un juí entre els urbanites i Dafnis se celebra sent jutge Filetas. El jutge dona la raó a Dafnis, molestant els urbanites. Els urbanites de Metimna tornen l'endemà i rapten Cloe i s'enduen una gran quantitat de coses. A meitat del camí fins a la seua ciutat paren a un lloc on de nit són afectats pel pànic provocat pel déu Pan. Pan els coacciona a tornar Cloe i així ho fan.

### Llibre III
A principi de l'hivern neva, i açò fa que els camins siguen tallats i que els camperols estiguen reclosos a les cases de camp. Dafnis troba una excusa per poder veure Cloe.
Torna la primavera i Dafnis i Cloe són els primers a eixir fora de les seues cases per portar els seus ramats. Una dona, Licènion, s'enamora de Dafnis i instrueix Dafnis en com fer l'amor. Dafnis malgrat ja saber com fer l'amor no s'atreveix encara a fer-ho amb Cloe.

### Llibre IV

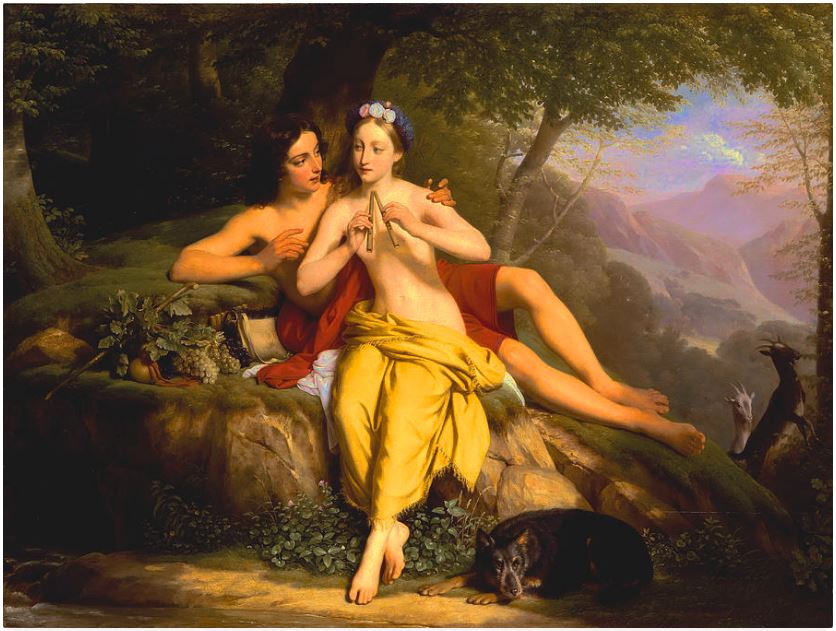
Dafnis i Cloe - Louise Marie-Jeanne Hersent-Mauduit

A finals de l'estiu un company de Lamó avisa de la pròxima arribada de l'amo de la finca, Dionisòfanes. Lamó aleshores fa preparacions per a quan arribe l'amo amb especial cura en el jardí. Dafnis posa les esperances en el jardí per a agradar a l'amo i que aquest done el permís per al casament amb Cloe.
Lampis, un vaquer que fou rebutjat quan demanà la mà de Cloe a Drias (el pare adoptiu de Cloe) destruí part del jardí. Per a bona sort de Lamó i Dafnis abans d'arribar l'amo, arribà un fill de l'amo, Astil, que fou comprensiu amb Lamó i procurà que son pare perdonaria el desastre causat per l'incident.
Gnató, paràsit acompanyant de Lampis, que té un interès romàntic cap a Dafnis pretén demanar a l'amo que li'l done. Lamó escoltà tafaner el que pretén i s'avança a Gnató mostrant la veritat sobre l'origen noble de Dafnis a l'amo, impedint que siga lliurat a Gnató. Resulta, demostrant-se pels objectes de reconeixement que acompanyaven a Dafnis, que Dafnis és fill de l'amo. Dafnis demana a son pare que es puga casar amb Cloe. L'amo, Dionisòfanes, és informat de la veritat sobre l'origen noble de Cloe i aconsegueix mitjançant una estratègia donada per nimfes durant un somni descobrir qui és el pare biològic de Cloe. Mègacles és el pare biològic de Cloe i és un noble.
Davant les evidències de ser ambdós protagonistes nobles, la boda és autoritzada i es realitza sense cap problema, concloent amb un final de vida pastoral i feliç per a la parella. Acaben tenint dos fills: un nen i una nena.

## Personatges
Els noms dels personatges no foren elegits a l'atzar per l'autor. Els motius de l'elecció són la tradició literària, el significat (o nom parlant) i en alguns casos una combinació dels dos tipus de motius. Els personatges amb noms en són 25 mentre que sense nom n'hi ha solament dos.
- Dafnis (en grec Δάφνις; deriva de "llorer"): el seu nom és típic de pastor i prové del mite de Dafnis.
- Cloe (en grec Χλόη; significa "verdura" i "herba naixent"): el seu nom és un homenatge a la deessa de les llavors, Demèter.[21]
- Filetas (Φιλητᾶς): el cuidador de bous més vell. Es creu que el seu nom potser és un homenatge a un poeta homònim, Filetas de Cos.[22]
- Títir (Τίτυρος): fill de Filetas. El seu nom és d'ambient pastoral[21], ja que el seu nom pertany a un cabrer i amic d'un personatge de les obres de Teòcrit.[22]
- Dorcó (Δόρκων, significa "cabirol"): el cuidador de bous que és ajudat per Dafnis.[21]
- Lamó (Λάμων): pare adoptiu de Dafnis, cabrer i esclau. El seu nom apareix a l'Antologia Palatina.
- Φυτοσκάφος: jardiner. El seu nom apareix en un epigrama de Filip de Tessalonica.[23]
- Lampis (Λαμπής): un pastor de vaques.
- Drias (Δρύας), el seu nom deriva d'"arbre"): pare adoptiu de Cloe.
- Mírtale (Μυρτάλη, el seu nom deriva d'una flor considerada la preferida de la deessa Afrodita i per això considerada símbol de l'amor eròtic): mare adoptiva de Dafnis.
- Nape (Νάπη, significa "vall plena d'arbres"): mare biològica de Cloe.
- Astil (Αστυλος, significa "de la ciutat", per a contraposar-se amb Dafnis per ser del camp): germà biològic de Dafnis.
- Briaxis (Βρύαξις): estrateg de Metimna, una ciutat.
- Hipas (Ἳππασος): estrateg de Mitilene, una ciutat.
- Gnató (Γνάθων, significa "mandíbula"): és un paràsit.[24] El seu nom es troba en obres anteriors.[23]
- Mègacles (Μεγακλῆς): pare biològic de Cloe.[25]
- Rode (Ρόδη, el seu nom deriva de "rosa", símbol de l'amor): l'esposa de Dionisòfanes.[24]
- Dionisòfanes (Διονυσοφάνης, significa "semblant a Dionís"): pare biològic de Dafnis.[26] Amo del territori on treballen les famílies adoptives de Cloe i Dafnis.[15]
- Èudrom (Εὒδρομος, significa "que corre de pressa"): un missatger.[26]
- Amaril·lis (Ἀμαρυλλίς) xicona estimada per Filetas. El seu nom fou utilitzat en obres pastorals i bucòliques anteriors.
- Dafnis (Δάφνις): semidéu sicilià.[22]
- Licènion (Λυκαινίον, el seu nom és el diminutiu de lloba): jove astuta i sexualment insatisfeta vinguda de la ciutat que ensenya a Dafnis.[23]
- Filopemen (Φιλοποίμην, significa "amic dels pastors"): fill de Dafnis i Cloe. El seu nom evoca l'ambient bucòlic.
- Àgele (Ἀγέλη): significa "ramat", filla de Dafnis i Cloe. El seu nom evoca l'ambient bucòlic.
- Un companyer de Lamó.
- Un missatger que dona el seu servei entre els personatges Metimna i Hipas.[19]
- Cromis (Χρῶμις): espòs de Licènion, llaurador. El seu nom es troba en obres anteriors.[22]

El nom d'Ἀμαρυλλίς és l'únic inventat per l'autor que no té res a veure en els noms grecs ja existents.

## Gènere
Es considera que pertany a la novel·la sofística (concretament novel·la de la segona sofística), a la novel·la pastoral, a la novel·la eròtica i al gènere novel·lístic de l'Antiga Grècia d'aventures i de proves. Hermògenes de Tars la considerà narrativa plasmàtica, entre la històrica (allò que ha ocorregut) i la mítica (allò que no ha ocorregut).
Se la considera com a la novel·la que va inaugurar l'estil pastoral. L'acció s'ubica a l'illa de Lesbos durant el segle ii aC (que també es creu que és la regió natal de l'autor). D'estil retòric, amb els pastors i pastores totalment convencionals, però l'autor imbueix interès humà en aquest món idealitzat. Aquest fet acosta Dafnis i Cloe a la novel·la moderna, a diferència de les obres amoroses d'Heliodor, principal rival de l'autor, com es pot veure a l'Aethiopica.
També es considera una obra innovadora en "impregnar de religiositat un gènere que […] estava lliure d'aquesta".
Destaquen els personatges arquetípics de la comèdia nova com són el paràsit (Gnató) i la nodrissa (Sofrosine) i els personatges mítics dels contes eròtics dels poetes elegíacs del període hel·lenístic.
Es troba la influència del relat de viatgers (gènere amb el qual contrasta al no sotmetre els enamorats a un viatge sinó al desenvolupament temporal) i dels Idil·lis de Teòcrit de Siracusa.

## Anàlisi
A l'obra hi ha monòlegs i diàlegs (entre d'altres diàlegs estíquics) Apareixen descripcions dels llocs, digressions mítiques, càntics rituals i dos escenes d'anagnòrisi.
Segons analitza María E. Conejo Aróstegui, l'aigua té un paper important a l'obra. Entre d'altres provoca l'enamorament i hi ha una correlació positiva entre la presència de l'aigua i la presència d'Eros. També, com assenyala J. Carruesco Garcia, apareix el motiu del jardí.
Al proemi hi ha una expressió que evoca a altra utilitzada per Tucídides.
Segons diversos autors, l'obra mostra una visió deformada de la vida dels camperols a través i a causa dels prejudicis urbanites. A més es polaritzen als camperols contra els urbanites mostrant-los als camperols com a lletjos, pobres i pocatraça. Els camperols no es rebel·len perquè les idees dominants són de les classes dominants fins que hi ha crisi.
A l'obra els elements de la naturalesa (plantes i animals) es poden llegir en un doble sentit: el literal i el metafòric de caràcter sexual.
Destaca una moralitat de l'autor a favor de la contenció sexual.

## Història de la transmissió i de les traduccions
La novel·la és anomenada a l'Imperi Romà d'Orient. No apareix anomenada fins al segle xii, on és referenciada de manera menor. Entre 1547 i 1555, Henricus Stephanus llegí a Itàlia la novel·la i publicà el 1555 al seu llibre Eclogae episodis del primer llibre de la novel·la.
A l'origen del text imprès de Longus, un manuscrit del segle xvi, en grec, de la biblioteca vaticana (MS 1348, probablement Zaccaria Callierge scrib.), amb una llacuna en el text.
1537 - Annibale Caro  el tradueix “in la nostra lingua toscana”. Se’n coneix un segon manuscrit de 1550 amb correccions del mateix Caro, però no el primer.
1559 – Jacques Amyot, bisbe d'Auxerre, el tradueix al francès inventant-se la part que mancava en l'original grec. El fa imprimir per Sertenas: primera edició impresa de l'obra grega, però en francès.
1569 – Traducció del text d'Amyot a l'italià per Gambara (Plantin a Antverpiae)
1587 – Traducció del text d'Amyot a l'anglès per Day (Waldegrave a Londres).
1598 – Raffaello Columbani imprimeix per primera vegada, “editio Princeps”, el text grec “original” (per l'impressor Giutta a Florència) 
Durant els segles xvii i xviii s'imprimeixen nombroses versions gregues anotades basades en el manuscrit V1348: 
Commelin (1601), Iurgemanus (1605), Moll (1660), Bernard (1754), Dutens (1776), Villoison (1778)
i traduïdes: Wolstandt (1615,alemany), Marcassus (1626,francès), Manzini (1643,italià), Thornley (1657,anglès), Craggs (1719,anglès), X (1744,holandès), Camus (1757,francès), Voss (1765,alemany), De Bure (1787, francès).
1786 – Bodoni a Parma imprimeix per primera vegada la traducció a l'italià feta per Caro el 1537.
Tot això a partir del mateix manuscrit i d'altres equivalents de les biblioteques Vaticana (MSS 1348, 1350, 1347) i Parisina (MSS 2895, 2903, 2913), tots amb la llacuna en el text, sia directament sia mitjançant la traducció feta per Amyot, incorporant la part mancant escrita pel bisbe o inventant-ne una altra versió de la llacuna. Fins que el 1810 P.L.Courier descobreix un manuscrit del segle xiii, complert, a la biblioteca Laurentiana de Florencia.
Courier publica a Florència (Piatti, 1810), en 60 exemplars, una versió complerta basada en la traducció d'Amyot i imita l'estil antic del bisbe en la part novament descoberta Publica també la versió grega complerta (1810, per Lino a Roma) en 52 exemplars per als “estudiosos europeus".
A l'Europa barroca (segle xviii) l'interès per la novel·la grega antiga cau, entre d'altres, en aquesta novel·la suposant una influència en la novel·la barroca i pastoral i als autors també posteriors.

### Traduccions al català
El 1905 es publicà la primera traducció al català per Publicació Joventut (amb Amor y Psiquis), feta per Ramon Miquel i Planas a partir de l'edició francesa d'Amyot - Courier. Traducció reeditada el 1906 amb il·lustracions en cromolitografia de J. Triadó (Revista Ibérica de exlibris, Barcelona).. L'obra ha estat traduïda en temps moderns directament del grec per Jaume Berenguer i Amenós, el 1963.
Existeixen traduccions a l'espanyol (la primera el 1880 per Juan Valera directament del grec, però amb psudònim, molt criticada per l'escriptor peruà Manuel González Prada el 1894 perquè tenia canvis per no mostrar l'homosexualitat d'un dels personatges. El 1994 fou publicada una traducció al gallec realitzada per M.T. Amado Rodríguez.

## Influència
La novel·la ha tingut influència sobre la pintura, la literatura i la música.
A la novel·la mai publicada de l'autor Damasio de Frías y Balboa, Lidamarte de Armenia, datada el 1580 la novel·la de Longus és reescrita i inserida en aquesta novel·la ocupant quasi tres capítols: del XXVIII al XXX. És considerada la primera entrada de la novel·la al territori que es correspon a l'actual Estat Espanyol.
L'obra tingué una notable influència sobre els romanços d'Eustaci i Teodor Prodom i els drames pastorals italians del segle xix. També sobre les obres The Gentle Shepherd d'Allan Ramsay, Annette et Lubin de Jean-François Marmontel i Idil·lis de Salomó Gessner.
D'entre finals del segle xix i principis del segle xx destaquen Ángel Ganivet, Palacio Valdés, José Ortega y Munilla, Jacinto Octavio Picón, Mauricio Bacarisse, Gabriel Miró i Ramón Pérez de Ayala com a autors influïts per la novel·la.
L'estratagema pensat per Dorcó per a raptar Cloe és calcat al que apareix en l'obra posterior Il Pastor Fido.

## Representacions
La novel·la ha sigut plasmada al cinema:
- Daphnis kai Chloi (1931), dirigida per Orestis Laskos[65]
- La iniciación en el amor: Dafnis y Cloe (1976), dirigida per Javier Aguirre Fernández[66]

Opera en tres actes de Joseph Bodin de Boismortier, 1747
Opera inacabada de Jean-Jacques Rousseau (escrita entre 1774 i la seva mort el 1776)
Opereta en un acte de Jacques Offenbach, 1860
Ha inspirat la composició musical homònima (Dafnis i Cloe (1912)) de Maurice Ravel per a un ballet de Diaghilev.
És un exemple de "cultura europea" des de fa segles: https://mediterranees.net/mythes/daphnis/iconographie.html
Es poden llistar més de 130 edicions il·lustrades des del 1626 (par Crijspin van de Passe, el jove) sent les més importants les realitzades per Felip d'Orleans, Regent de França, el 1718, P.P.Prud'hon el 1800, R.Collin (1890), C. Ricketts & C. Shannon (1893), Camille Pissarro (1896, no publicada), Pierre Bonnard (1902), Aristides Maillol (1937), Marc Chagall (1961).
Joan Miró creà el 1933 un aiguafort homònim basat en la novel·la.
Puvis de Chavannes creà una pintura basada en la novel·la.
Viktor Borisov-Musatov pintà un quadre homònim.